# Astragalus karakorensis
Astragalus karakorensis es una especie de planta del género Astragalus, de la familia de las leguminosas, orden Fabales.

## Distribución
Astragalus karakorensis se distribuye por Jammu y Cachemira.

## Taxonomía
Fue descrita científicamente por Pamp. Fue publicada en Bull. Soc. Bot. Ital. 1915: 28 (1915).